# Phelister nidicola
Phelister nidicola är en skalbaggsart som beskrevs av Heinrich Bickhardt 1920. Phelister nidicola ingår i släktet Phelister och familjen stumpbaggar. Inga underarter finns listade i Catalogue of Life.